# ناحیه رمضان جمال
ناحیه رمضان جمال (به عربی: دائرة رمضان جمال) یک ناحیه در الجزایر است که در استان سکیکده واقع شده‌است. ناحیه رمضان جمال ۱۵۸٫۹۹ کیلومتر مربع مساحت و ۳۲٬۱۲۰ نفر جمعیت دارد.